# Joseph Yobo
Joseph Yobo (Kono, 6 de setembre de 1980) és un exfutbolista nigerià que jugava de defensa central.